# Eishockey-Statistik
Wie in den meisten Profi-Sportarten werden auch im Eishockey Statistiken geführt. Diese dienen in erster Linie dazu, die Leistungen von Spielern und Mannschaften auf Basis mathematischer Fakten genauer beurteilen zu können. Das heute in den meisten Eishockey-Ligen gebrauchte System wurde in Nordamerika entwickelt. Auch wenn die wichtigsten Daten grundsätzlich immer auf dieselbe Weise entwickelt werden, gibt es in Art und Umfang der verfügbaren Statistiken Unterschiede.

## Ermittlung der statistischen Daten
Die Basis für die Statistiken bilden die von den sogenannten Scorekeepern während des Spiels aufgezeichneten Daten. Diese im amerikanischen Sprachraum als Off-Ice-Officials bezeichneten Offiziellen notieren alle wichtigen Daten wie Torschützen, Assistenten, Torschüsse, Strafen und Vieles mehr auf einem sogenannten Scoresheet, einem standardisierten Formular. Nach dem Spiel muss der Schiedsrichter dieses Formular prüfen und unterzeichnen. Von diesem Moment an gelten die Daten als offiziell und dürfen ohne triftigen Grund nicht mehr geändert werden.

## Feldspieler
Die heute gebräuchlichen Statistiken für Feldspieler entwickelten sich aus einer einfachen Aufzeichnung der erzielten Tore. Zwar sind die erzielten Punkte vor allem für Stürmer auch heute noch die wichtigsten statistischen Daten, aber im Profi-Eishockey gibt es heute eine Vielzahl von weiteren Kenndaten. In den fünfziger Jahren begannen die Montréal Canadiens damit, eine Plus/Minus-Statistik zu führen, um auch die defensiven Qualitäten eines Stürmers besser beurteilen zu können. Dazu wird einem Spieler immer ein Plus angerechnet, wenn er zum Zeitpunkt eines erzielten Tores auf dem Eis war (außer es handelt sich um ein Powerplay-Tor). Umgekehrt erhält er ein Minus für jedes Gegentor.
Daneben werden jedoch in vielen Ligen auch die Schüsse der Spieler gezählt, um seine Schusseffizienz ermitteln zu können. Auch die Fähigkeiten am Bullykreis werden statistisch erfasst. In der National Hockey League und einigen anderen Ligen wird auch die Eiszeit der Spieler erfasst, jedoch erfordern solche Aufzeichnungen bereits eine große Anzahl an sogenannten Scorekeepern, sodass diese Statistiken keineswegs ein Standard sind.

### Abkürzungen und Formeln
| Abkürzung | Bedeutung                                                 | Alternative Abkürzungen | Formel                        |
| --------- | --------------------------------------------------------- | ----------------------- | ----------------------------- |
| GP        | Games played (absolvierte Einsätze)                       | Sp (Spiele)             | –                             |
| G         | Goals (Tore)                                              | T (Tore)                | –                             |
| A         | Assists                                                   | V (Vorlagen)            | –                             |
| Pts       | Points (Punkte)                                           | P                       | Tore + Assists                |
| PIM       | Penalties in minutes (Strafminuten)                       | SM, Str                 | –                             |
| PAVG      | Penalty minutes on average (Strafminuten pro Spiel)       | –                       | Strafminuten / Spiele         |
| +/-       | Plus/Minus                                                | PM                      | –                             |
| PPG       | Powerplay goals (Powerplaytore)                           | PPT                     | –                             |
| PPA       | Powerplay assists (Powerplay-Vorlagen)                    | PPV                     | –                             |
| SHG       | Shorthanded goals (Unterzahltore)                         | SHT                     | –                             |
| SHA       | Shorthanded assists (Unterzahl-Vorlagen)                  | SHV                     | –                             |
| GWG       | Gamewinning goals (Siegestore)                            | ST                      | –                             |
| GTG       | Gametying goals (Tore zum Unentschieden)                  | –                       | –                             |
| FG        | First goals (erste Tore)                                  | –                       | –                             |
| SOG       | Shots on goal (Torschüsse)                                | Shots                   | –                             |
| SSG       | Shots stopped by goalkeeper (gehaltene Schüsse)           | –                       | –                             |
| SG%       | Scoring efficiency (Torschusseffizienz)                   | S%                      | Tore / Torschüsse             |
| FO        | Face-Offs (Bullies)                                       | BU                      | –                             |
| FO+       | Face-Offs won (gewonnene Bullies)                         | FOW, BU+                | –                             |
| FO-       | Face-Offs lost (verlorene Bullies)                        | FOL, BU-                | –                             |
| FO%       | Face-Off percentage (Bullie-Prozentsatz)                  | –                       | gewonnene Bullies / Bullies   |
| TOI       | Time on ice (Eiszeit)                                     | –                       | –                             |
| Sh        | Shifts                                                    | –                       | –                             |
| ATOI      | Average time on ice (durchschnittliche Eiszeit pro Spiel) | –                       | Eiszeit / absolvierte Spiele  |
| Sh/GP     | Shifts per game (Shifts pro Spiel)                        | –                       | Shifts / absolvierte Einsätze |

## Torhüter
Auch für Torhüter wurden im Laufe der Zeit verschiedene Statistiken entwickelt. Die einfachste Statistik wird in Form von Aufzeichnungen über Siege und Niederlagen geführt. Sehr früh wurde in der National Hockey League auch der Gegentorschnitt ermittelt, der sich aus den Spielminuten und den Gegentoren eines Torhüters errechnet. Dazu wird die gesamte Spielzeit durch 60 (die Länge eines Spiels ohne Overtime oder Penaltyschießen) dividiert. Die Zahl der Gegentore wird anschließend durch die daraus erhaltene Zahl dividiert, sodass ein Durchschnittswert für die pro Spiel erhaltenen Tore errechnet werden kann.
Etwas später kam auch die sogenannte Save Percentage hinzu. Dazu wird die Zahl der vom Torhüter gehaltenen Schüsse (Saves) durch die Anzahl der insgesamt auf ihn abgefeuerten Schüsse (Shots on Goal) dividiert. Das Ergebnis gibt die gehaltenen Schüsse in Prozent an. Diese Statistik wird im Allgemeinen als die für den Torhüter wichtigere Statistik betrachtet, da sie auch die Zahl der Schüsse berücksichtigt, während der Gegentorschnitt mehr von der Verteidigungsleistung des Teams abhängig ist.

### Abkürzungen und Formeln
| Abkürzung | Bedeutung                                                                      | Alternative Abkürzungen                    | Formel                               |
| --------- | ------------------------------------------------------------------------------ | ------------------------------------------ | ------------------------------------ |
| GKD       | Goalkeeper dressed (Goalie auf dem Spielbericht)                               | –                                          | –                                    |
| GP        | Games played (absolvierte Spiele)                                              | GPI (Games played indeed), Sp (Spiele)     | –                                    |
| MIP       | Minutes played (absolvierte Spielminuten)                                      | Min (Minuten)                              | –                                    |
| GA        | Goals against (Gegentore)                                                      | GT (Gegentore)                             | –                                    |
| GAA       | Goals Against Average (Gegentorschnitt)                                        | GTS (Gegentorschnitt)                      | (Gegentore * 60) / Spielminuten      |
| SOG       | Shots on goal (Torschüsse)                                                     | SA (Shots against), SaT (Schüsse aufs Tor) | –                                    |
| SVS       | Saves (gehaltene Schüsse)                                                      | SV (Saves), SGH (gehaltene Schüsse)        | –                                    |
| SVS%      | Save percentage (Fangquote)                                                    | SV%, SPCT, PCT, SGH%                       | Gehaltene Schüsse / Schüsse aufs Tor |
| SO        | Shutouts                                                                       | –                                          | –                                    |
| W         | Wins (Gewonnene Spiele)                                                        | –                                          | –                                    |
| L         | (Regular) losses (in regulärer Zeit verlorene Spiele)                          | RL (Regular losses)                        | –                                    |
| T         | Ties (Unentschieden)                                                           | U                                          | –                                    |
| OTL       | Overtime and/or shootout losses (Niederlagen in Overtime oder Penaltyschießen) | –                                          | –                                    |
| PPGA      | Powerplay goals against (Powerplay-Gegentore)                                  | –                                          | –                                    |
| SHGA      | Shorthanded goals against (Unterzahl-Gegentore)                                | –                                          | –                                    |

## Mannschaftsstatistiken
Neben den Daten der einzelnen Spieler wird auch die Teamleistung als Gesamtheit statistisch erfasst. Das sogenannte "Goalkeeping" bildet die Summe aus allen Torhütern eines Teams und rechnet auch die Empty Net Goals mit ein. Im umgekehrten Fall wird bei der "Scoring Efficiency" die Summe aus allen Feldspielern gebildet. Die wichtigsten Mannschaftsstatistiken werden jedoch für das Spiel in Überzahl (Powerplay) und Unterzahl (Penaltykilling) geführt. Dabei ist die Art der Erstellung dieser Statistiken jedoch keineswegs einheitlich.
Die Internationale Eishockey-Föderation (IIHF) verwendet bei den Special-Team-Statistiken der Eishockey-Weltmeisterschaften das auch in der NHL gebräuchliche System, das auch in den verschiedenen nationalen Ligen am weitesten verbreitet ist. Dabei wird eine Möglichkeit, ein Powerplaytor zu erzielen als "Powerplay-Opportunity" oder "Advantage" bezeichnet. Jede gegnerische Strafe (sofern nicht auch ein eigener Spieler eine erhält oder man bereits in Unterzahl ist) wird als eine Powerplay-Möglichkeit gewertet. Eine Ausnahme hiervon bietet eine große Bankstrafe (5-Minuten-Strafe): hier wird immer eine Powerplay-Möglichkeit mehr gewertet als Tore erzielt wurden, da der die Strafe absitzende Spieler nicht nach dem Gegentor auf das Eis zurückkehrt und damit das Überzahlspiel fortgesetzt wird. Um die Powerplay-Effizienz zu ermitteln, werden anschließend die erzielten Überzahltore durch die Anzahl der Powerplay-Möglichkeiten dividiert. Das Ergebnis wird als Prozentzahl dargestellt.
In einigen Ligen wird die Anzahl der Powerplays jedoch über die Zeit ermittelt, die eine Mannschaft in Überzahl spielt. Dazu wird diese Zeit durch zwei Minuten (die Dauer einer kleinen Bankstrafe) geteilt. Anschließend werden die Powerplaytore durch das Ergebnis dieser Rechnung dividiert, das Ergebnis wird wiederum als Prozentzahl dargestellt. Beispiele für diese Art der Rechnung sind die finnische SM-liiga und die zweite Spielklasse, die Mestis.
Die Ergebnisse der beiden Rechenwege weichen im Allgemeinen voneinander ab, da die Anzahl der tatsächlichen Powerplay-Möglichkeiten höher ist als die Anzahl der über die Zeit errechneten Powerplays. Dies liegt vor allem daran, dass kleine Bankstrafen im Falle eines Tores ausgesetzt werden. Allerdings spielt dies keine so große Rolle, da das Ranking der Mannschaften im Wesentlichen dasselbe bleibt.

### Abkürzungen und Formeln
| Abkürzung      | Bedeutung                                          | Alternative Abkürzungen      | Formel / Erläuterung                                                       |
| Powerplay      | Powerplay                                          | Powerplay                    | Powerplay                                                                  |
| -------------- | -------------------------------------------------- | ---------------------------- | -------------------------------------------------------------------------- |
| ADV            | Advantages (Powerplay-Möglichkeiten)               | PPs, ÜZ (Überzahlspiele)     | –                                                                          |
| EA             | Extra Attacker                                     |                              | Ein zusätzlicher Feldspieler, der für den Torwart aufs Eis geschickt wird. |
| PPGF           | Powerplay goals (Powerplaytore)                    | PPT                          | –                                                                          |
| PP%            | Powerplay percentage (Powerplayeffizienz)          | –                            | Powerplaytore / Überzahlspiele                                             |
| TPP            | Time on power play (Zeit in Überzahl)              | –                            | –                                                                          |
| M:S            | Minutes:seconds (Zeit pro Powerplaytor)            | –                            | Zeit in Überzahl / Powerplaytore                                           |
| SHGA           | Shorthaned goals against (Gegentore in Überzahl)   | SHGT (Shorthanded Gegentore) | –                                                                          |
| Penaltykilling |                                                    |                              |                                                                            |
| DVG            | Disadvantages (Unterzahlspiele)                    | SHs                          | –                                                                          |
| PPGA           | Powerplay goals against (Powerplay-Gegentore)      | PPGT                         | –                                                                          |
| PK%            | Penaltykilling percentage (Unterzahleffizienz)     | –                            | Powerplay-Gegentore / Unterzahlspiele                                      |
| TSH            | Time shorthanded (Zeit in Unterzahl)               | –                            | –                                                                          |
| M:S            | Minutes:seconds (Zeit pro Powerplay-Gegentor)      | –                            | Zeit in Unterzahl / Powerplay-Gegentore                                    |
| SHGF           | Shorthanded goals for (erzielte Tore in Unterzahl) | SHT                          | –                                                                          |

### Weitere Teamstatistiken
Vor allem im amerikanischen Hockey kommen zur Erfassung der Teamleistung weitere Statistiken hinzu. Die 5 on 5 Goals For/Against Ratio (abgekürzt 5-5 F/A) dient zur Erfassung der Effizienz einer Mannschaft beim Spiel in gleicher Stärke, also ohne Über- und Unterzahl. Hierzu wird die Zahl der bei gleicher Stärke (Even strength) geschossenen durch die Anzahl der erhaltenen Tore dividiert. Ist das Ergebnis größer als eins, so liegt eine positive Effizienz vor.
Außerdem werden oftmals situationsabhängige Statistiken erstellt. So werden Prozentzahlen darüber errechnet, in wie vielen Fällen die Mannschaft gewinnt, wenn sie beispielsweise das erste Tor schießt oder nach dem ersten bzw. zweiten Drittel führt oder in Rückstand liegt. Diese Statistiken werden im Allgemeinen als Team Record bezeichnet.
In der NHL gibt es außerdem Aufzeichnungen über das sogenannte Outshooting. Dabei werden Spiele erfasst, in denen eine Mannschaft gewinnt, obwohl sie weniger Torschüsse abgegeben hat als der Gegner.

#### Goalkeeping und Scoring-Effizienz
Die Verteidigungs- bzw. Angriffs-Effizienz einer Mannschaft wird zusätzlich mit dem sogenannten Goalkeeping bzw. der Scoring-Effizienz ermittelt, die im Wesentlichen Erweiterungen bzw. Summenbildungen der individuellen Statistiken darstellen.
Das Goalkeeping bildet sich aus der Summe aller Torhüter des Teams und der erhaltenen Empty Net Goals. Erhält ein Team beispielsweise drei Tore in Anwesenheit eines Torwarts und ein Empty Net Goal, so werden für das Goalkeeping vier Gegentore und ein Torschuss zusätzlich zu den Torwartstatistik gewertet. Außerdem wird die gesamte Länge des Spiels berücksichtigt und nicht nur die Spielzeit des Torwarts. Die Kennwerte dieser Statistik sind die Fangquote und der Gegentorschnitt, die gleich wie beim Torwart ermittelt werden.
Die Scoring-Effizienz ist der Umkehrung dieser Statistik für das gegnerische Team. Dabei werden, wie bei der individuellen Statistik der Feldspieler, die erzielten Tore durch die Zahl der abgefeuerten Schüsse dividiert. Die Scoring Effizienz der einen und die Fangquote des Goalkeepings der anderen Mannschaft ergeben immer 100 Prozent.

## Definitionen einzelner Begriffe
Um eine einheitliche Ermittlung der Basiswerte für die Statistiken zu ermitteln, erhielten einige Begriffe eine genaue Definition. Die wichtigsten seien nachstehend aufgeführt:
- Torschuss und Save: Als Torschuss gilt jeder Schuss, der in Abwesenheit eines Torwarts zu einem Tor führen würde. Dabei sind die Stärke des Schusses oder die Absicht unerheblich. Blockt ein Feldspieler einen Schuss ab, so gilt dieser Schussversuch nicht als Torschuss. Ebenso wenig wird ein vom Torwart gehaltener Schuss gewertet, der auch ohne Zutun des Torwarts am Tor vorbeigegangen wäre. In Empty Net-Situationen kann es daher per definitionem nur so viele Torschüsse geben, wie Tore erzielt werden.

- Gamewinning Goal: Als gamewinning goal bezeichnet man das letzte Tor der eigenen Mannschaft, mit dem sie mehr Tore erzielte als der Gegner. Alle weiteren Tore wären zum Sieg "nicht notwendig" gewesen. Gewinnt eine Mannschaft beispielsweise mit 7:3, so ist ihr vierter Treffer das gamewinning goal – ganz egal, wie der Spielstand zu diesem Zeitpunkt lautete.

## Sonstiges
In einigen Fällen führen die nicht einheitlichen Bezeichnungen zu Verwirrung beim Leser. Beispielsweise kann der Begriff "Unterzahl-Gegentor" für ein Gegentor stehen, bei dem die eigene oder auch die gegnerische Mannschaft in Unterzahl spielt. Ähnlich verhält es sich mit der Abkürzung SA bei den Torhütern, die eigentlich Shots against bedeutet, die aber manchmal auch in der Bedeutung Saves verwendet wird. In einigen Ligen wird auch der Gegentorschnitt eines Torhüters falsch berechnet, da zur Berechnung nicht die Spielminuten, sondern die Zahl der Einsätze herangezogen wird. Dies führt regelmäßig zu extrem niedrigen Gegentorschnitten bei den Backup-Torhütern, da diese oft viele Einsätze aber nur wenige Spielminuten aufweisen.